# Swing revival
Lo swing revival, anche chiamato retro swing e neo-swing, è stato una scena revivalista di musica swing emersa alla fine degli anni 1980 negli Stati Uniti. Benché, come suggerisce il termine, i revivalisti dello swing risentissero l'influenza del jazz da big band degli anni 1930 e 1940, essi erano anche influenzati da altri generi come il rockabilly, boogie-woogie, il jump blues di Louis Prima e la teatralità di Cab Calloway, non disdegnando, a volte, contaminazioni rock, punk e ska.

## Storia

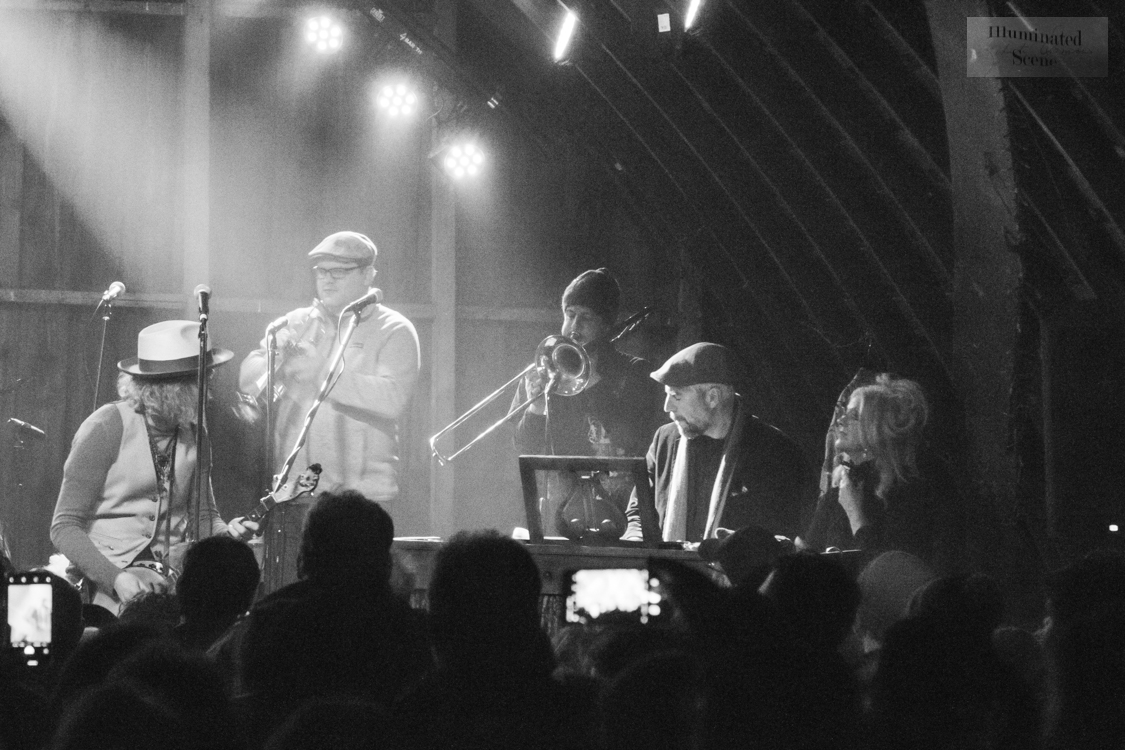
Gli Squirrel Nut Zippers durante un concerto (2019)

Le radici dello swing revival vengono fatte risalire al 1989, anno in cui emersero alcuni dei più importanti esponenti della corrente fra cui i losangelini Royal Crown Revue, i Big Bad Voodoo Daddy, i cui brani sono molto vicini al blues e al rockabilly, Lavay Smith & Her Red Hot Skillet Lickers di San Francisco, i cui interventi vocali ricordano quelli del jazz e del blues, e i Cherry Poppin' Daddies dell'Oregon, che attingono dal punk e lo ska.
La California era considerata il centro focale dello swing revival e due dei più noti locali in cui gli artisti della corrente suonavano musica dal vivo erano il Brown Derby di Los Angeles e il Club DeLuxe di San Francisco. Il revival dello swing guadagnò col tempo un crescente successo anche all'infuori della West Coast statunitense come conferma l'emergere di artisti tutti ispirati alla stilistica del Texas (8½ Souvenirs, The Lucky Strikes), del Michigan (The Atomic Fireballs, The Deluxtone Rockets), della Carolina del Nord (Squirrel Nut Zippers), e del Canada (Big Rude Jake, Johnny Favorite Swing Orchestra).
Il successo del neo-swing venne anche attribuito a Swingers (1996), commedia acclamata da pubblico e critica e dove fanno un'apparizione i Big Bad Voodoo Daddy.
Nel 1996 gli Squirrel Nut Zippers pubblicarono l'album Hot, che venne certificato disco di platino. Nel 1997 pubblicarono la compilation Zoot Suit Riot, grazie alla quale la formazione ottenne altri due dischi di platino, e pubblicò Hell, che, piazzandosi alla posizione 41 della Billboard Hot 100, fu il primo singolo swing revival ad apparire nelle classifiche. Altrettanto successo lo ebbero i Brian Setzer Orchestra, fondati nel 1992 dall'ex frontman degli Stray Cats Brian Setzer, che ottennero un doppio disco di platino con l'album The Dirty Boogie del 1998. Inoltre, la loro cover di Jump, Jive an' Wail (1956) di Louis Prima raggiunse la posizione numero 23 della Billboard Hot 100, divenendo così il maggior successo swing revival di sempre, e valse alla band un Grammy Award per la migliore performance pop di un duo o gruppo vocale.